# Patrick Stopford
James Patrick Montagu Burgoyne Winthrop Stopford, 9e comte de Courtown, (né le 19 mars 1954) est un parlementaire de la noblesse britannique.
En 1979, il hérite du siège de son père James Stopford, le 8e comte de Courtown à la Chambre des Lords.

## Carrière
Scolarisé en Angleterre à Eton, il poursuit ses études au Royal Agricultural College.
Connu comme vicomte Stopford avant d'héritier en 1975 les titres de noblesse aux pairies de Grande-Bretagne et d'Irlande de son père, le 8e comte (1908-1975). Il est élu depuis 1999 pair héréditaire du parti Conservateur à la Chambre des lords.
Le premier ministre Cameron le nomme « Lord-in-Waiting » en 2015 et il est promu Captain of the Yeomen of the Guard (Deputy Chief Whip) à la Chambre des lords, en 2016 par la première ministre Theresa May, il le restera jusqu’en 2024.
D'ascendance noble, parmi ses ancêtres sont les chevaliers de Saint-Patrick (« KP »), militaires et politiques irlandais.